# Peridontodesmus electus
Peridontodesmus electus är en mångfotingart som beskrevs av Chamberlin 1914. Peridontodesmus electus ingår i släktet Peridontodesmus och familjen Cryptodesmidae. Inga underarter finns listade i Catalogue of Life.